# Mutuelle des métiers de la justice et de la sécurité
 (juin 2023).
La mise en forme du texte ne suit pas les recommandations de Wikipédia : il faut le « wikifier ».
Les points d'amélioration suivants sont les cas les plus fréquents. Le détail des points à revoir est peut-être précisé sur la page de discussion.
- Les titres sont pré-formatés par le logiciel. Ils ne sont ni en capitales, ni en gras.
- Le texte ne doit pas être écrit en capitales (les noms de famille non plus), ni en gras, ni en italique, ni en « petit »…
- Le gras n'est utilisé que pour surligner le titre de l'article dans l'introduction, une seule fois.
- L'italique est rarement utilisé : mots en langue étrangère, titres d'œuvres, noms de bateaux, etc.
- Les citations ne sont pas en italique mais en corps de texte normal. Elles sont entourées par des guillemets français : « et ».
- Les listes à puces sont à éviter, des paragraphes rédigés étant largement préférés. Les tableaux sont à réserver à la présentation de données structurées (résultats, etc.).
- Les appels de note de bas de page (petits chiffres en exposant, introduits par l'outil «  Source ») sont à placer entre la fin de phrase et le point final[comme ça].
- Les liens internes (vers d'autres articles de Wikipédia) sont à choisir avec parcimonie. Créez des liens vers des articles approfondissant le sujet. Les termes génériques sans rapport avec le sujet sont à éviter, ainsi que les répétitions de liens vers un même terme.
- Les liens externes sont à placer uniquement dans une section « Liens externes », à la fin de l'article. Ces liens sont à choisir avec parcimonie suivant les règles définies. Si un lien sert de source à l'article, son insertion dans le texte est à faire par les notes de bas de page.
- La présentation des références doit suivre les conventions bibliographiques. Il est recommandé d'utiliser les modèles {{Ouvrage}}, {{Chapitre}}, {{Article}}, {{Lien web}} et/ou {{Bibliographie}}. Le mode d'édition visuel peut mettre en forme automatiquement les références.
- Insérer une infobox (cadre d'informations à droite) n'est pas obligatoire pour parachever la mise en page.

Pour une aide détaillée, merci de consulter Aide:Wikification.
Si vous pensez que ces points ont été résolus, vous pouvez retirer ce bandeau et améliorer la mise en forme d'un autre article.
La mutuelle des métiers de la justice et de la sécurité (MMJ) est une mutuelle française santé et prévoyance des agents du ministère de la Justice, depuis près de 80 ans. Elle est aussi ouverte à tous les agents au service de la sécurité et aux agents publics territoriaux. Elle assura la protection sociale d'environ 120 000 personnes.

## Historique
La Société mutuelle d’entraide du Personnel dépendant du ministère de la Justice est créée le 1er février 1944 en s’appuyant sur des structures mutualistes préexistantes au sein de la magistrature et du Conseil d’État. La Chancellerie apporte un soutien financier et logistique permettant à la mutuelle de fonctionner et de se développer.
En 1971, en fusionnant avec la Mutuelle pénitentiaire de France et d’Outre-Mer, la MMJ devient l’unique mutuelle protégeant l’ensemble des agents du ministère de la Justice.
En 2017, La MMJ devient membre de la SCAPS AGR2 La Mondiale. Cette adhésion formalise le lien de solidarité financière entre les différentes structures liées à l’Assurance de personnes au sein du Groupe AG2R la Mondiale.
En 2018, la MMJ s’ouvre à des nouveaux publics proches de ses adhérents historiques : les agents de l’État et des collectivités territoriales participant à des missions de sécurité.
En 2020, la MMJ élargit son périmètre sans changer d'identité et devient la Mutuelle des Métiers de la Justice et de la sécurité "
2022 - 2023 : le collège de l'Autorité de contrôle prudentiel et de résolution (ACPR) se prononce le 14 décembre 2022 en faveur de la désaffiliation de la mutuelle MMJ d'AG2R La Mondiale et de son affiliation à l'UMG (Union Mutualiste de Groupe) Aésio Macif, sans réserve. La MMJ fait donc partie d'Aéma Groupe depuis le 1er janvier 2023. 

### Repères historiques[5]
- 1er février 1944 : création de la Société Mutuelle d’entraide du Personnel dépendant du Ministère de la Justice[6]
- 1945 : accueil des personnels du nouveau corps de l’Éducation surveillée
- 1949 : accueil des agents de l’administration pénitentiaire
- 1969 : fusion avec la Mutuelle du Palais, regroupant les greffiers du Palais de Justice de Paris
- 1971 : fusion avec la Mutuelle Pénitentiaire de France et d’Outre-mer
- 1991 : ouverture aux membres des tribunaux administratifs
- 2014 : signature d'une charte avec AG2R la Mondiale
- 2017 : intégration de la SCAPS AG2R La Mondiale[7]
- 2018 : ouvertures aux agents de l'État et des collectivités participant à des missions de sécurité[8].
- 2020 : la MMJ élargit son périmètre sans changer d’identité et devient : « La Mutuelle des Métiers de la Justice et de la sécurité »[9].
- 2023 : la MMJ intègre le Groupe Aéma
- 2024 : La MMJ fête ses 80ans

## Organisation
La MMJ pratique une gouvernance mutualiste : les adhérents élisent des représentants qui participent à l’assemblée générale annuelle, ils valident les décisions du conseil d’administration et ils déterminent les orientations de la mutuelle.

## Partenaires
La MMJ a développé des partenariats avec d’autres acteurs mutualistes et des institutions :
- CASDEN Banque Populaire[10] ;
- Banque Française Mutualiste
- Crédit social des fonctionnaires (CSF)[11] ;
- Fédération Nationale de la Mutualité Française (FNMF) ;
- Téléconsultation : Maiia
- Application de remboursements Santé mySofie
- SantéVet : assurance animale
- Miléade : villages et clubs vacances
- Fédération Crécus
- Appli MindDay
- Appli GoodMed par Urops Prévention